# 대한민국 차별금지법
대한민국의 차별금지법은 대한민국 헌법의 평등 이념에 따라, 정치·경제·사회·문화 등 모든 생활영역에서 합리적 이유가 없는 모든 형태의 차별을 금지하는 내용을 담고 있는 대한민국의 법률안 및 조례안으로, 국가인권위원회법에서 일부 내용을 정하고 있으나 중앙 정부에서는 2007년 대한민국 제17대 국회에서 처음 발의된 이래 새로 출범하는 국회마다 계속하여 발의되고 있다. 보수성향 기독교 교단을 중심으로 하여 동성애를 문제삼으며 반대하고 있다.

## 역사

### 노무현 정부
2007년 12월 12일 노무현 정부는 《차별금지법안》을 발의하여 다음 날인 13일에 법제사법위원회 회부되었다. 이에 의회선교연합을 비롯한 보수 기독교계에서 차별금지법에 반대하였고, 발의안 중 성적 지향, 학력, 가족형태 및 가족상황, 병력, 출신국가, 언어, 범죄 및 보호처분의 전력 등 7개 항목이 삭제되어 다음 해인 2008년 2월 12일에 상정되었다가 같은 해 5월 29일 대한민국 제17대 국회의 임기만료로 폐기되었다.

### 이명박 정부
2010년 4월 9일 이명박 정부의 법무부는 학계, 관련 단체, 관계 기관 등을 망라한 19명으로 차별금지 사유별 피해 사례와 국내외 입법례 및 판례를 수집하고, 현행 차별관련 법률 및 제도의 타당성과 실효성을 연구 및 검토하는 차별금지법 특별분과위원회를 출범하여 같은 해 10월까지 운영하였으나 차별금지법 특별분과위원회 운영이 만료 이후에 차별금지법제정연대가 대한민국 법무부로 발송한 공개 질의서에 대한민국 법무부는 “만약 차별금지법 제정에 따른 사회경제적 부담에 대한 우려가 해소되지 않는 상황이라면, 원만한 사회적 합의 과정을 통한 법 제정은 어려울 수밖에 없다”고 하여 사실상 차별금지법 추진이 중단되었음을 인정하였다.
2011년 12월 2일에 민주노동당 권영길 의원 등 10명은 《차별금지법안》을 발의하여 같은 달 5일에 소관위인 법제사법위원회 회부와 관련위인 국회운영위원회 및 환경노동위원회 회부를 거쳤으나 2012년 5월 29일 대한민국 제18대 국회의 임기만료로 폐기되었다.
2012년 11월 6일에 통합진보당 김재연 의원 등 10명은 《차별금지법안》을 발의하였다. 다음 날인 7일에 소관위인 법제사법위원회에 회부되어 다음 해인 2013년 2월 19일에 상정 및 국회 전체 회의를 거쳤고, 2012년 11월 7일에는 관련위인 국회운영위원회 및 환경노동위원회, 다음 해인 2013년 2월 13일에는 교육문화체육관광위원회 및 여성가족위원회, 같은 해 4월 3일에 미래창조과학방송통신위원회에 회부되어 같은 달 15일에 상정되어 같은 날 국회 전체 회의를 거쳤으나 2016년 5월 29일에 대한민국 제19대 국회의 임기 만료로 폐기되었다.
2013년 2월 5일에 국가인권정책협의회는 유엔 인권 이사회 국가별 정례인권검토가 권고한 70개 권고사항 중 모든 환경에서 체벌 명시적 금지, 인터넷상 표현의 자유 보장, 아동성폭력 예방 대책 마련 및 처벌 강화, 이주노동자 차별 방지 강화 등 포괄적 차별금지법을 포함한 42개를 수용하기로 결정하였고, 유엔 인권 이사회는 지난 14일 스위스 제네바에서 열린 회의에서 국가별 정례인권검토 권고사항 70개 중 42개를 수용한 대한민국 정부의 인권상황 개선 의견과 포괄적 차별금지법 제정을 촉구하는 각 나라의 요구를 수용한 내용을 포함한 워킹그룹의 보고서를 채택, 이를 토대로 2017년에 재점검을 받기로 하였다.
이에 민주통합당의 김한길 의원 등 51명도 2013년 2월 12일에 《차별금지법안》을 발의하였으나 같은 해 4월 15일 보수 기독교계의 집단 협박 및 항의 전화로 본회의에서 철회하였다. 또한 같은 해 2월 20일에 민주통합당의 최원식 의원 등 12명도 《차별금지법안》을 발의하였으나 김한길 의원과 마찬가지로 보수 기독교계의 압력으로 4월 24일에 본회의에서 철회하였다.

### 박근혜 정부
박근혜 대통령 당선인의 대통령직 인수위원회는 140대 국정과제에 차별금지법 제정 추진을 포함하여 발표하였다. 2014년 10월 9일에 무투마 루티에레 유엔 인종차별 특별보고관은 개인 간에 발생하는 인종주의, 외국인 혐오 등을 다루기 위한 포괄적 차별금지법의 제정을 촉구하였다.

### 문재인 정부
2017년 5월 10일 19대 대통령으로 당선된 문재인 대통령은 2월 13일 대통령 후보 시절 보수 기독교계와 만난 자리에서 차별금지법 제정에 반대한다고 발표하였다. 2017년 10월 9일 유엔 경제 사회 문화적 권리 위원회는 대한민국 정부에 2009년에 이어 재차, 성별·연령·인종·장애·종교·성적 지향·학력 등이 포함된 포괄적 차별금지법 제정을 권고하였다.
2017년 11월 9일에 열린 대한민국에 대한 유엔 국가별인권상황정기검토(UPR) 제3차 심의에서 미국, 캐나다, 오스트레일리아, 프랑스 등을 포함한 24개국이 포괄적 차별금지법을 제정할 것을 권고하였다. 각국들은 특히 구체적으로 포괄적 차별금지법에 인종, 성별, 성적 지향, 성별 정체성, HIV 감염 등의 차별 금지 사유의 항목이 들어가야 함을 적시하였다.
2020년 6월 29일 정의당 장혜영 의원 등 10명이 《차별금지법안》을 발의하였다 국가인권위원회는 2020년 7월 1일 국회에 《평등 및 차별금지에 관한 법률》(평등법)을 제정하라고 입법 권고하였다.
2021년 6월 14일에는 5월 24일부터 시작된, 차별금지법 제정을 요구하는 국회 국민동의청원이 10만명의 동의를 얻어 국회 소관위원회 회부 기준을 충족하였다. 이에 더불어민주당 이상민 의원 등 24명이 6월 16일 기자회견을 갖고 《평등에 관한 법률안》을 발의하였다. 이 기자회견에서 이상민 의원은 종전처럼 반대세력으로부터 문자폭탄, 전화폭탄 등의 압박이 있다고 밝히면서도 "오히려 그렇기 때문에 이 법이 빨리 제정돼야 한다"고 주장하였다. 법제사법위원회 여당 간사를 맡고 있는 더불어민주당 박주민 의원도 내실있는 토론을 통해 빠른 시간 내에 법이 통과될 수 있도록 하겠다고 밝혔다.

## 여론 조사
종교자유정책연구원이 2013년 6월 19일부터 21일 사이에 1천 명을 대상으로 실시한 종교 및 차별금지법 인식조사 결과에서 차별금지법의 필요성을 묻는 질문에 응답자의 31.9%가 '반드시 필요하다' 및 27.9%가 '대체로 필요하다'고 응답하였다. 또한 응답자의 22.7%가 '전혀 모르겠다' 및 9.5%가 '대체로 필요없다', 8.1%가 '전혀 필요없다' 고 응답하였다. 이 조사에서 응답자의 21.3%가 차별금지법을 전혀 모른다고 하였으며, 16.7%가 잘 알고 있다고 하였다.
2020년 6월 23일 국가인권위원회가 의뢰하여 리얼미터가 1천 명을 대상으로 공개한 여론조사에 의하면, 응답자의 73.6%가 '동성애자, 트랜스젠더 등과 같은 성소수자도 다른 사람들과 마찬가지로 존중받아야 하고 동등한 대우를 받아야 한다'는데 동의하며, 차별 금지를 법률로 제정하는 것에 찬성하였다. 한편, 반동성애 성향의 기독교 단체인 한국기독문화연구소와 바른성문화를위한국민연합이 실시한 여론조사에 의하면, 각각 46%와 40.8%가 성적지향이 포함된 차별금지법에 반대한다고 나타났다. 그러나 해당 여론조사는 의도된 결과물을 얻기 위해 허위성 및 불공정성, 유도성 질문을 만들어서 실시한 여론조사이기 때문에 문제가 있다는 전문가 및 다른 여론조사 기관의 주장이 있었으며, 해당 여론조사를 실시한 기관 또한 질문지에 편파성이 있다며 바른성문화를위한국민연합에 지적했던 것으로 알려졌다.
2021년 5월 18일, 20일 한국갤럽이 실시한 여론조사에 따르면, 만약 직장 동료가 동성애자임이 밝혀져 해고된다면 타당한 조치라고 보는지라는 질문에서 81%가 타당하지 않는다고 응답하였다.

## 같이 보기
- 차별금지법
- 대한민국 학생인권조례
- 장애인차별금지 및 권리구제 등에 관한 법률
- 장애인 등에 대한 특수교육법
- 나라별 법률에 따른 성소수자의 권리